# Iara, Cluj
Iara, mai demult Iara de Jos, (în maghiară Alsójára, colocvial Jára) este satul de reședință al comunei cu același nume din județul Cluj, Transilvania, România.
În perioada interbelică a fost reședința unei plase din județul Turda.
Pe Harta Iosefină a Transilvaniei din 1769-1773 (Sectio 108) satul Iara apare sub numele de Jára.

## Drumuri secundare și poduri romane
In Bazinul Iara au fost identificate câteva drumuri secundare și poduri romane. Două drumuri secundare travesau și satul Iara. Podul roman peste Valea Ierii din Iara a fost total distrus în cursul vremii. In teren nu mai există nici o urmă a acestui pod.

## Istoric
Următoarele obiective istorice din Iara au fost înscrise pe lista monumentelor istorice din județul Cluj elaborată de Ministerul Culturii și Patrimoniului Național din România în anul 2010.
- Situl arheologic preistoric, plasat extravilan.
- Așezarea romană din punctul “Groapa lui Papa”.

Vechea biserică este atestată încă din anul 1442. În Evul Mediu populat și cu locuitori sași (ocupați in minierit, respectiv cu extracția aurului din aluviuni), în slujba unui conte (comes) local.
În secolul al XV-lea sat predominant maghiar. 
După Reforma protestantă din secolul al XVI-lea locuitorii au trecut la confesiunea unitariană. 
Din secolul al XVIII-lea și cu locuitori romano-catolici.
În perioada interbelică, sediul unei Plăși din județul Turda.
La 9 septembrie 1944, la Iara a avut loc un incident în care autoritățile horthyste au ucis 98 de români prin decapitare..

## Arii protejate
- Defileul Surduc (zonă protejată mixtă).

## Obiective turistice
- Biserica Unitariană, construită probabil în prima jumătate a secolului al XIII-lea (între sec.XIII-XVII a aparținut cultului romano-catolic).
- Conacul Teleki
- Conacul Beldi
- Conacul Kemény

Toate cele 4 obiective de mai sus au fost înscrise pe lista monumentelor istorice din județul Cluj (2010).

## Personalități
- Traian Crișan, arhiepiscop.
- Vasile Copilu-Cheatră, scriitor, poet și jurnalist.

## Imagini

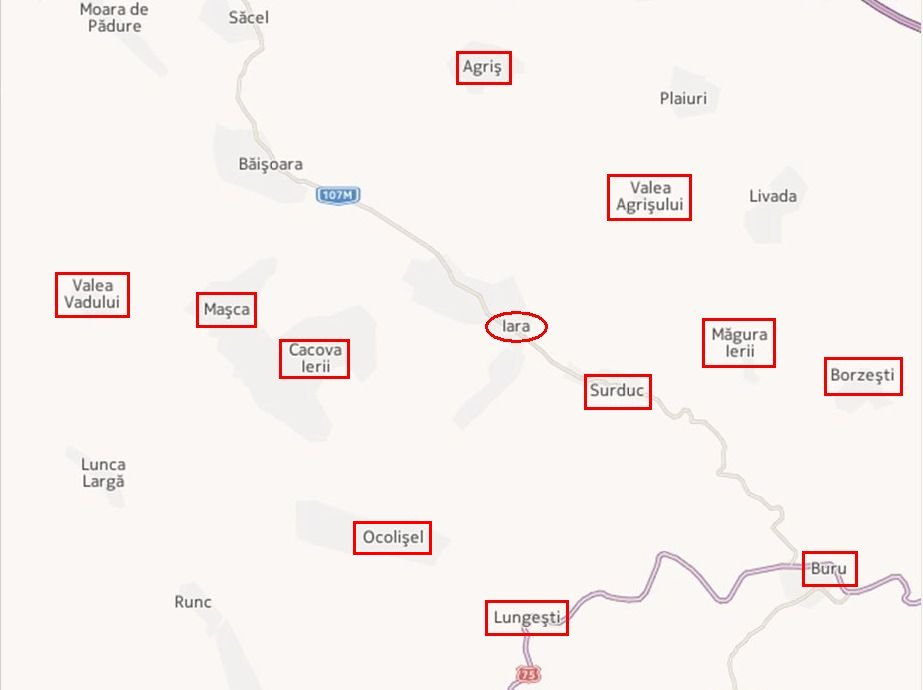
Comuna Iara și satele componente
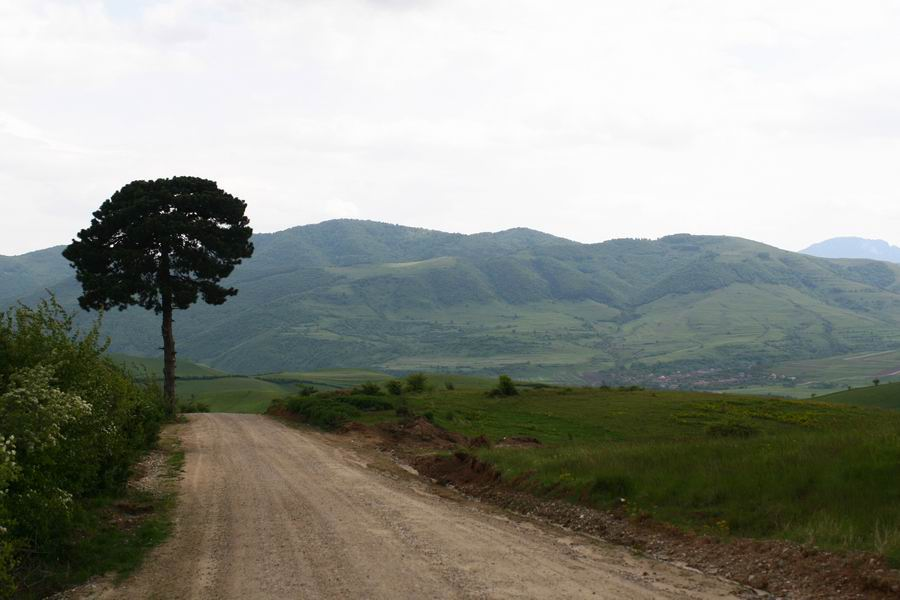
Iara, văzută dinspre Agriș
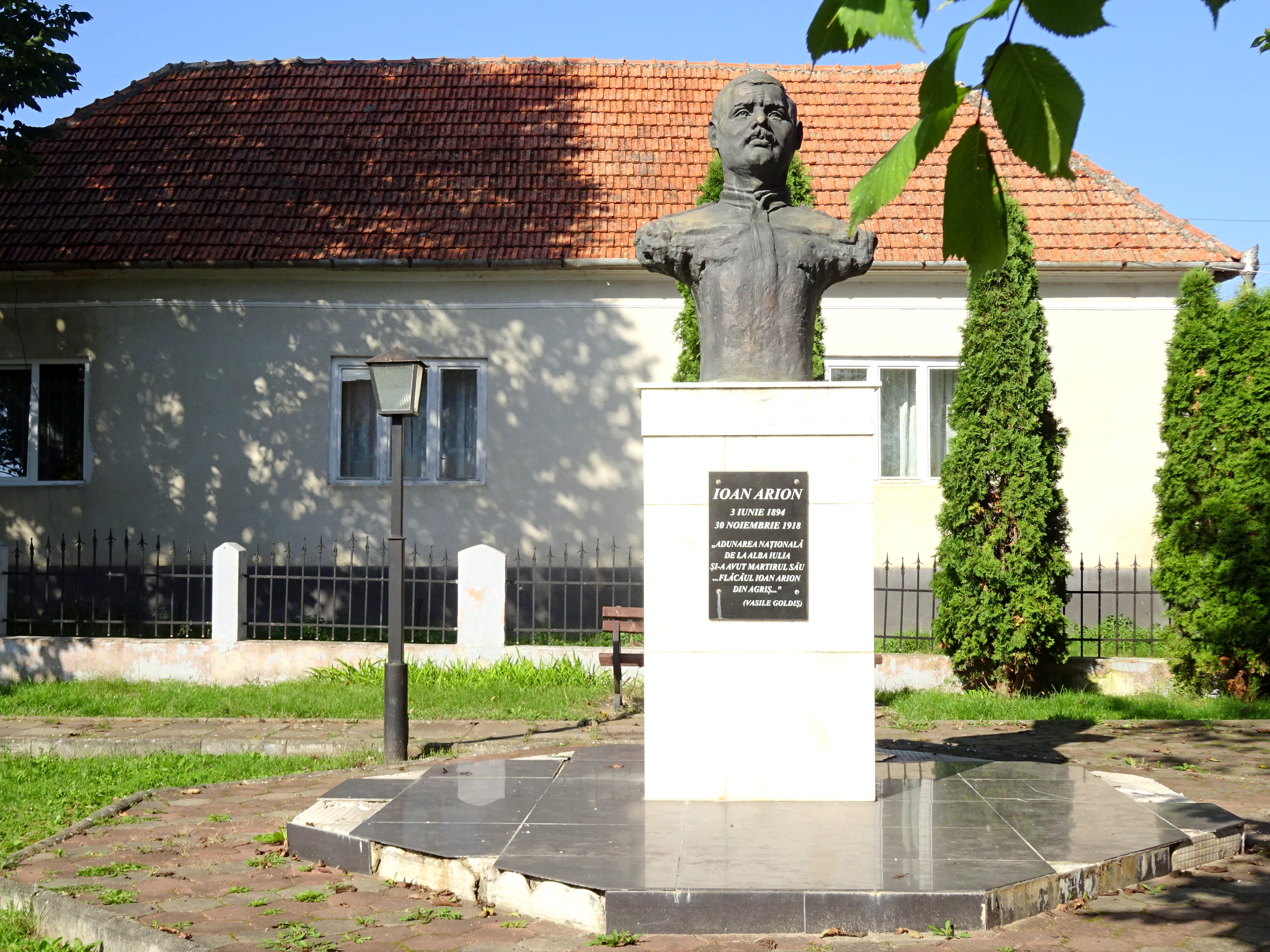
Bustul lui Ioan Arion
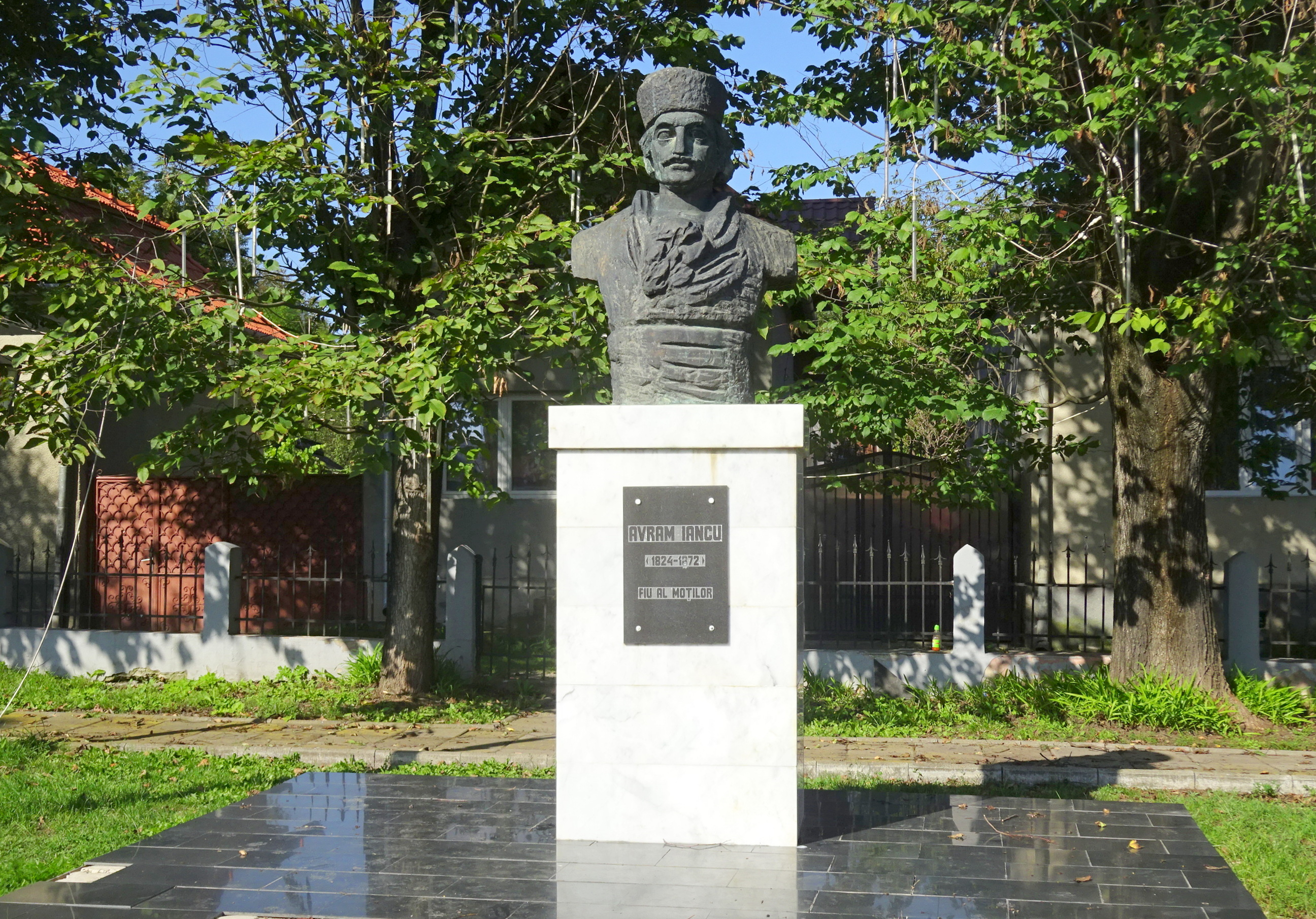
Bustul lui Avram Iancu
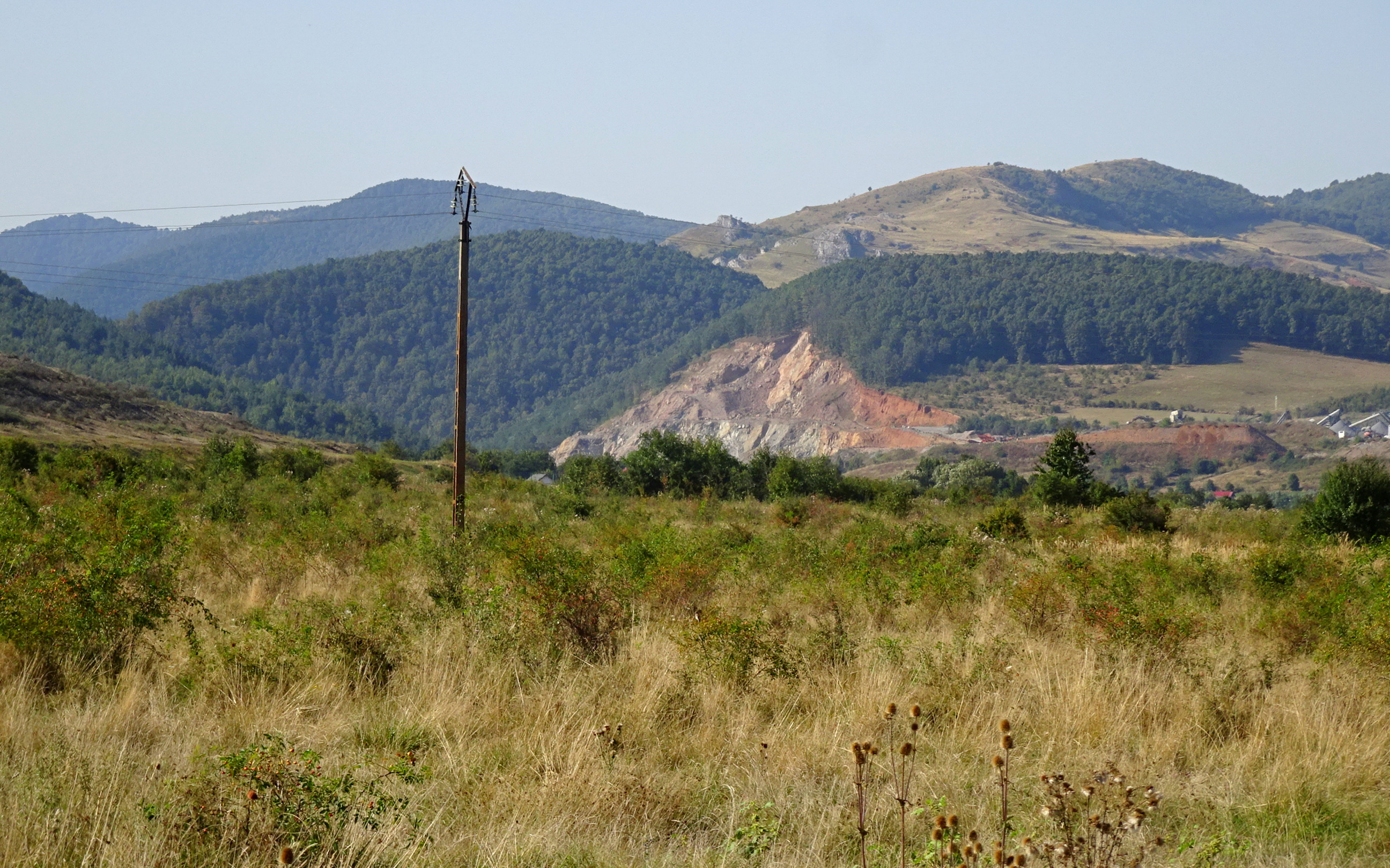
Zona Iara-Mașca
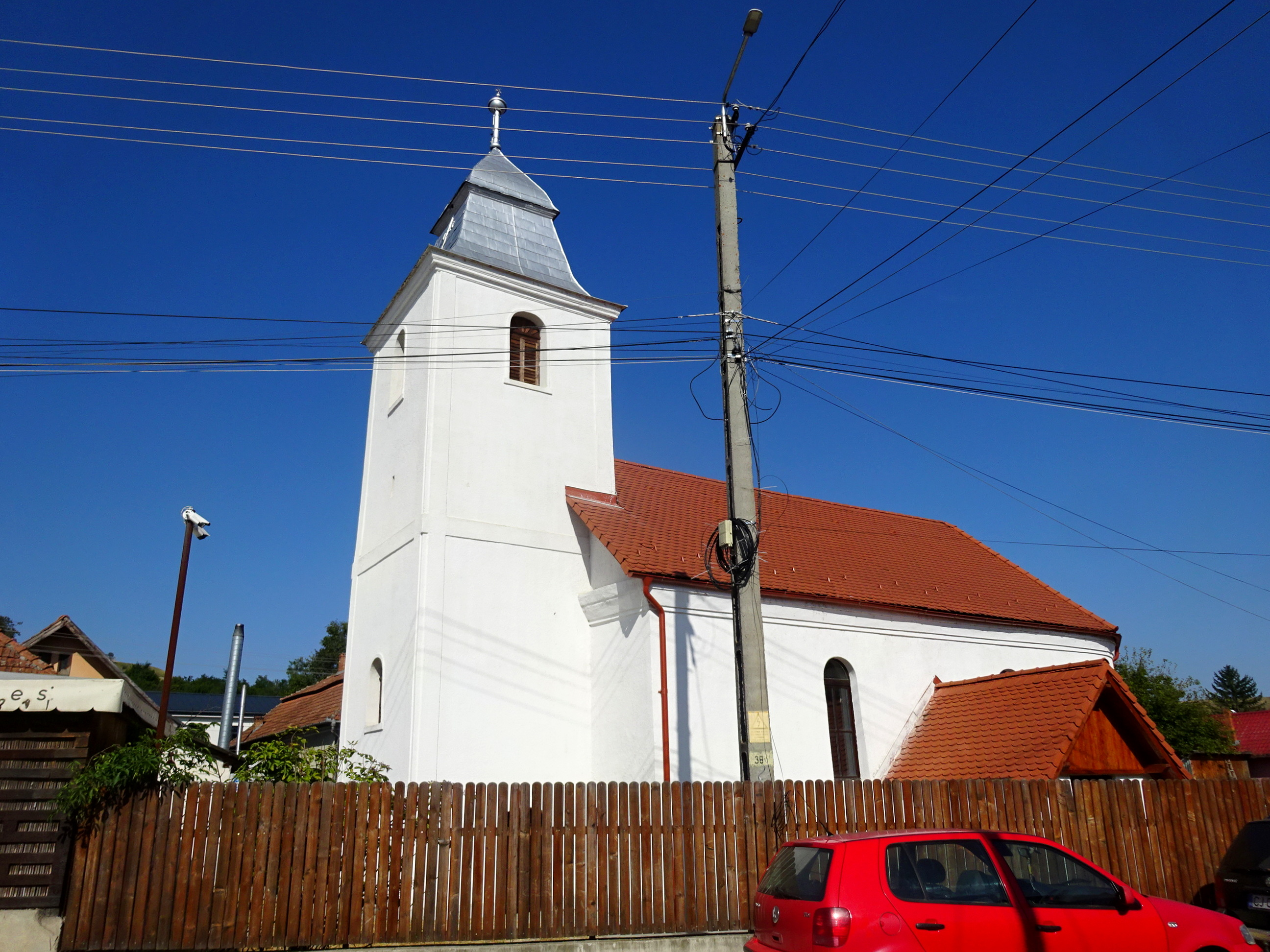
Biserica reformată din Iara
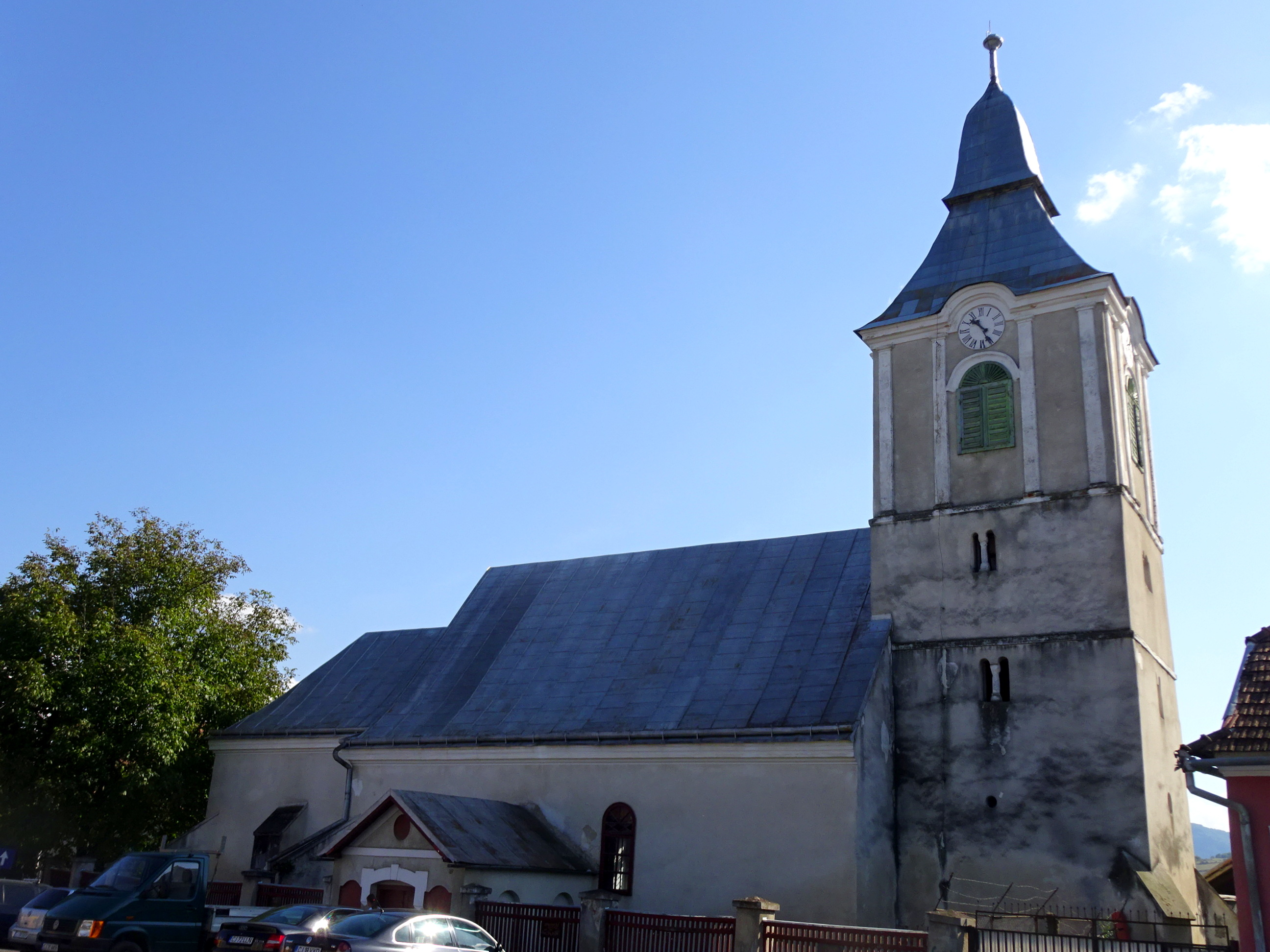
Biserica unitariană din Iara